# جاك كونيل
جاك كونيل (بالإنجليزية: Jack Connell)‏ هو سياسي أمريكي، ولد في 10 سبتمبر 1919 في الولايات المتحدة، وتوفي في 6 فبراير 2013 في نفس البلد. حزبياً، نشط في الحزب الديمقراطي. وقد انتخب عضو مجلس نواب جورجيا.